# الاگاپا
الاگاپا (به لاتین: Allagappa) یک منطقهٔ مسکونی در میانمار است که در ناحیه زاگاین واقع شده‌است.